# Odontophloeus quadridentatus
Odontophloeus quadridentatus là một loài bọ cánh cứng trong họ Laemophloeidae. Loài này được Champion mô tả khoa học năm 1913.